# MPLA
Az Angolai Népi Felszabadítási Mozgalom (portugálul: Movimento Popular de Libertação de Angola) röviden MPLA egy baloldali angolai politikai párt. 1956-ban alakult és hamarosan harcot indított a portugál gyarmati uralom ellen. 1977-ben csatlakozott a marxista-leninista táborhoz, később azonban enyhítettek a merev ideológiai megközelítésükön. 1992-ben parlamenti választásokat írtak ki az évtizedek óta polgáború által sújtott országban. A párt fő ellenfele mind a választáson, mind a polgárháború során az UNITA volt. Utóbbi nem ismerte el hitelesnek a választási vereségét. A polgárháború ennélfogva kiújult a két fél között és teljesen csak 2002-ben, az UNITA vezetőjének, Jonas Malheiro Savimbinek a halála után fejeződött be. A 2008-as parlamenti választásokat ismét az MPLA nyerte.

## Története

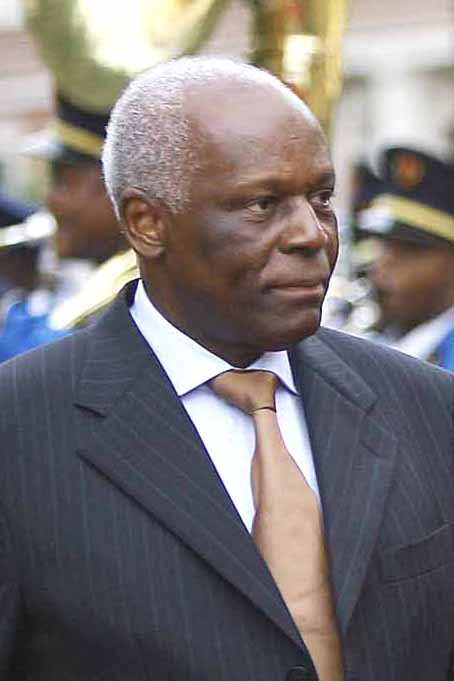
José Eduardo dos Santos elnök (2017-ig)

Az MPLA 1956-ban alakult két nacionalista szervezet fúziójából. Központja Angola fővárosa, Luanda volt. Vezetését 1962-től Agostinho Neto vette át, akit az ország első elnökévé választottak. A szervezet harcot indított Angola felszabadításának érdekében a portugál gyarmati uralom ellen. A harcban társa és egyben ellenfele volt az FNLA és az UNITA (Nemzeti Egység A Teljes Felszabadításért) is. 1975 novemberében, a portugál hadsereg kivonulása után az MPLA a független Angola kormányává nyilvánította magát és kihirdette az Angolai Népköztársaságot, amelyet nem minden kormány volt hajlandó elismerni. A belső ellenzéket alkotó UNITA és FNLA szintén kormányt alakított, amelynek központja Huambo lett. Ezzel kezdetét vette egy majdnem három évtizedes polgárháború. Az FNLA az 1970-es évek végén száműzetésbe vonult, így a harc gyakorlatilag az MPLA és az UNITA között folyt. Az előbbit Kuba és a Szovjetunió, utóbbit pedig a Dél-afrikai Köztársaság és az Amerikai Egyesült Államok támogatta.
Az 1977-es nemzeti kongresszuson az MPLA csatlakozott a marxista-leninista táborhoz és a saját neve után a munkáspárt szót illesztette. Neto halála után José Eduardo dos Santos vette át a párt vezetését. Az új elnök fokozatosan enyhített a merev kommunista irányvonalon és felvette a kapcsolatot a nyugati országokkal. Az 1992-re kiírt parlamenti választásokig az MPLA volt az egyetlen hivatalos párt Angolában. A választásokat követően a harcok kiújultak és egészen 2002-ig tartottak, amikor Jonas Malheiro Savimbi, az UNITA vezetője egy összecsapás során életét vesztette. 2002 áprilisában a felek békeszerződést kötöttek. A 2008 szeptemberében megtartott parlamenti választásokat, amely 1992 óta az első volt, ismét megnyerte a párt. Bár néhány esetben csalásról és megfélemlítésről számoltak be, a nemzetközi megfigyelők érvényesnek ítélték meg az eredményeket.
A 2017. augusztus 23-án tartott választást az addig is kormányzó MPLA nyerte meg, fölényes győzelmével a parlamentben kétharmados többséget szerzett. Az ellenzéki UNITA párt a szavazatok több mint negyedét megszerezve a második helyen végzett. Az MPLA jelöltje, João Lourenço addigi védelmi miniszter lett az állam elnöke, akit 2017. szeptember 26-án iktattak be hivatalába. Az 1975 óta államfő, José Eduardo dos Santos önként adta át a posztot utódjának, de továbbra is vezetője maradt a kormánypártnak.

## Indulója
Com o povo heróico e generoso

No combate pela independência

Nossa voz por Angola ecoa

E faz recuar a tirania
Decididos, unidos marchamos

Alto facho levado aceso

MPLA, vitória é certa

Pelo povo, todos ao ataque
Na manhã de quatro de fevereiro

Os heróis quebraram as algemas

Para vencer o colonialismo

E criar uma Angola renovada
Sob a bandeira do MPLA

Nossa luta contra a opressão

Para o povo triunfará

Nós fazemos a revolução
Do teu solo ora regenerado

Pelo sangue mártir dos teus filhos

Brotará, oh pátria querida

Novo mundo, uma nova vida
Sob bandeira do MPLA

Nossa luta contra a opressão

Com as armas triunfará

Nós fazemos a revolução